# Matt Scoggin
Matthew Aaron Scoggin –conocido como Matt Scoggin– (17 de agosto de 1963) es un deportista estadounidense que compitió en saltos de plataforma. Ganó una medalla de plata en los Juegos Panamericanos de 1987, en la prueba individual.

## Palmarés internacional
| Juegos Panamericanos | Juegos Panamericanos          | Juegos Panamericanos | Juegos Panamericanos |
| Año                  | Lugar                         | Medalla              | Prueba               |
| -------------------- | ----------------------------- | -------------------- | -------------------- |
| 1987                 | Indianápolis (Estados Unidos) | Medalla de plata     | Plataforma 10 m      |